# ویکتور مارکتی
ویکتور مارکتی (انگلیسی: Víctor Marchetti؛ زادهٔ ۱ ژانویهٔ ۱۹۵۰) بازیکن فوتبال اهل آرژانتین است.
از باشگاه‌هایی که در آن بازی کرده‌است می‌توان به باشگاه فوتبال ریور پلاته و باشگاه فوتبال روساریو سنترال اشاره کرد.